# Felix Plater
Felix Plater o Platter (28 de octubre de 1536 - 28 de julio de 1614) fue un médico suizo, profesor en Basilea, reconocido por su clasificación de las enfermedades psiquiátricas, y fue también el primero en describir un tumor intracraneal (un meningioma).
Fue hijo del humanista Thomas Platter, y el medio hermano de Thomas Platter hijo.  

## Logros
Las descripciones de Platter de la enfermedad de Dupuytren en 1614 son explicadas por con su gran conocimiento de la anatomía.  Platter creía que la enfermedad era causada por la dislocación y el acortamiento de los tendones flexores esto basado en una mala interpretación de los textos en latín. Con la ayuda de sus estudios anatómicos, Platter probó que las extensiones subcutáneas de los ligamentos de la aponeurosis palmar y no los tendones flexores eran los responsables de la enfermedad de Dupuytren. Felix Platter había visualizado más de 150 años antes que Henry Cline, Astley Cooper y Dupuytren, que la aponeurosis palmar era el substrato anatómico de la enfermedad. Escribió su propia autobiografía: Historia vitae Thomas Platteri, que se publicó póstuma.

## Obra
- Observationes: Krankheitsbeobachtungen in drei Büchern. 1. Buch: funktionelle Störungen des Sinnes und der Bewegung. Übers. v. Günther Goldschmidt. Bearb. eds. v. Heinrich Buess. Berna, Stuttgart: Huber 1963

- Tagebuch (Lebensbeschreibung) 1536-1567. Ed. v. Valentin Lötscher. Basilea, Stuttgart: Schwabe 1976
- Wikimedia Commons alberga una categoría multimedia sobre Felix Plater.

- Datos: Q667732
- Multimedia: Felix Platter / Q667732